# Kinosternon integrum
La tortuga pecho quebrado mexicana, que también se puede llamar casquito de burro, tortuga casquito, (Kinosternon integrum) es una especie de tortuga de la familia Kinosternidae. Es pequeña (16cm) con forma de casco. Es semiacuática viviendo en depósitos de agua permanentes y temporales como lagos y ríos. Se distribuye en la meseta central de México. Son de comportamiento nocturno, por lo que comúnmente consiguen su alimento durante la noche, tanto en estado silvestre como en cautiverio. Es endémica de México y está Sujeta a Protección Especial (Pr) por la NOM-059-SEMARNAT-2010 y en la categoría de Preocupación Menor (LC) por la UICN.

## Alimentación
Su alimentación está basada comúnmente por pequeños moluscos, peces, carroña, insectos, etc, esto nos dice que son de orientación más carnívora que herbívora. En cautiverio es más recomendable alimentarla con comida viva que con alimentos especiales pero igual son beneficiosos para el animal siempre y cuando se les tenga una alimentación equilibrada.

## Distribución
Esta especie es endémica de México. Se encuentra en los estados de Aguascalientes, Chiapas, Chihuahua, Colima, Distrito Federal, Durango, Guanajuato, Guerrero, Hidalgo, Jalisco, Estado de México, Michoacán, Morelos, Nayarit, Nuevo León, Oaxaca, Puebla, Querétaro, San Luis Potosí, Sinaloa, Sonora, Tamaulipas, Tlaxcala, Veracruz y Zacatecas.